# Peter Potemkine
Peter Petrovitx Potemkine (rus: Пётр Петрович Потёмкин, Piotr Petrovitx Potyomkin; 1886–1926) va ser un mestre d'escacs de l'Imperi Rus.
Va ocupar el setè lloc a Sant Petersburg el 1904 (el campió fou Mikhaïl Txigorin), va ocupar el cinquè lloc a Sant Petersburg el 1907 (el campió fou Ievgueni Znosko-Borovski) i va ocupar el vuitè a Sant Petersburg el 1913 (va guanyar Andrey Smorodsky). A l'hivern de 1912, va jugar amb Aleksandr Alekhin i Vasili Osipovich Smyslov (pare de Vassili Smislov) a Sant Petersburg. El 1920, va empatar als llocs 3r-6è a Moscou (el guanyador fou Alexei Alekhine).
El comte Potemkine era un emigrant blanc que vivia a França. Va representar oficialment Rússia a la 1a Olimpíada d'escacs no oficial a París 1924.
Va empatar als llocs 7è-8è a Praga 1923 (el guanyador fou Karel Skalička), va empatar als llocs 4t-7è a París 1924 (va guanyar Znosko-Borovsky), va empatar als llocs 5è-6è a París 1925 (el guanyador fou Victor Kahn) i va compartir el 1r lloc amb Vitaly Halberstadt a París 1926.
El 1926 es va establir a París Le Cercle d'échecs Potemkine.